# Anacolia webbii
Espèce
Anacolia webbii est une espèce de mousses de la famille des Bartramiaceae.